# Hydra (album de Within Temptation)
Hydra este cel de-al șaselea album al formației olandeze de metal simfonic, Within Temptation. A fost lansat în data de 31 ianuarie 2013 în Europa și în 4 februarie în America de Nord. Albumul conține invitați precum Howard Jones, cântăreț de metalcore (ex-Killswitch Engage), Xzibit, rapper, Tarja Turunen (ex-Nightwish), cântăreață de muzică clasică/metal simfonic și cântărețul de rock alternativ Dave Pirner (Soul Asylum). Primul single, "Paradise (What About Us?)", a fost lansat pe data de 27 septembrie 2013, și a avut-o pe Tarja Turunen ca invitată. Al doilea single, "Dangerous", a fost lansat pe data 20 decembrie, în care Jones a fost solistul vocal masculin.

## Lista Melodiilor
Toate versurile sunt scrise de Sharon den Adel and Robert Westerholt, in afara de cele notate. 
| Nr.             | Titlu                                                                                     | Versuri                             | Muzică                        | Lungime |  |
| 1.              | „Let Us Burn”                                                                             | den Adel, Westerholt, Daniel Gibson | Westerholt, Gibson            | 5:31    |  |
| 2.              | „Dangerous” (impreuna cu Howard Jones)                                                    |                                     | Westerholt, Gibson            | 4:52    |  |
| 3.              | „And We Run” (impreuna cu Xzibit)                                                         | den Adel, Westerholt, Alvin Joiner  | den Adel, Westerholt, Joiner  | 3:50    |  |
| 4.              | „Paradise (What About Us?)” (impreuna cu Tarja)                                           |                                     | den Adel, Martijn Spierenburg | 5:22    |  |
| 5.              | „Edge Of The World”                                                                       |                                     | den Adel, Juno Jimmink        | 4:55    |  |
| 6.              | „Silver Moonlight”                                                                        |                                     | den Adel, Spierenburg         | 5:17    |  |
| 7.              | „Covered By Roses”                                                                        |                                     | den Adel, Spierenburg         | 4:48    |  |
| 8.              | „Dog Days”                                                                                |                                     | den Adel, Spierenburg         | 4:47    |  |
| 9.              | „Tell Me Why”                                                                             |                                     | Westerholt, Gibson            | 6:12    |  |
| 10.             | „Whole World Is Watching” (impreuna cu Dave Pirner, sau Piotr Rogucki in editia poloneza) | den Adel, Westerholt, Gibson        | Westerholt, Gibson            | 4:03    |  |
| Lungime totală: | Lungime totală:                                                                           | Lungime totală:                     | Lungime totală:               | 49:16   |  |